# Carrières-sous-Poissy
Carrières-sous-Poissy település Franciaországban, Yvelines megyében. Lakosainak száma 19 951 fő (2022. január 1.). Carrières-sous-Poissy Achères, Andrésy, Chanteloup-les-Vignes, Poissy, Triel-sur-Seine és Villennes-sur-Seine községekkel határos.

## Népesség
A település népességének változása:
| Lakosok száma | 15 102 | 15 956 | 16 213 | 16 212 | 16 248 | 16 641 | 17 417 | 18 316 | 19 951 |
|               | 2013   | 2015   | 2016   | 2017   | 2018   | 2019   | 2020   | 2021   | 2022   |